# Alloplitis laevigaster
Alloplitis laevigaster är en stekelart som beskrevs av Long och Van Achterberg 2008. Alloplitis laevigaster ingår i släktet Alloplitis och familjen bracksteklar. Inga underarter finns listade i Catalogue of Life.